# Colleteria exserta
Colleteria exserta är en måreväxtart som först beskrevs av Dc., och fick sitt nu gällande namn av David W.Taylor. Colleteria exserta ingår i släktet Colleteria och familjen måreväxter. Inga underarter finns listade i Catalogue of Life.